# Gesundbrunnen (Quelle in Halle)

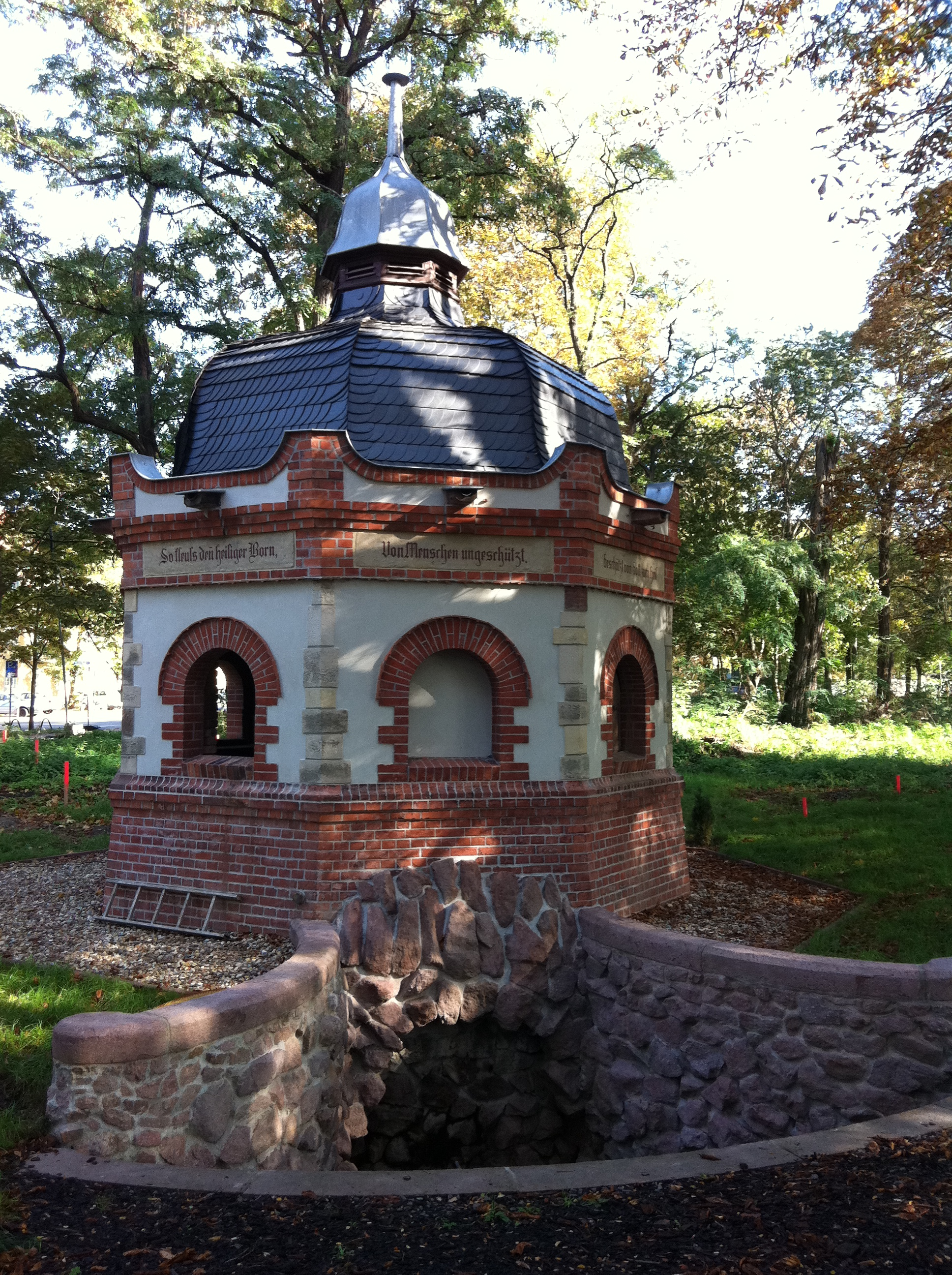
Brunnenhaus des Gesundbrunnen

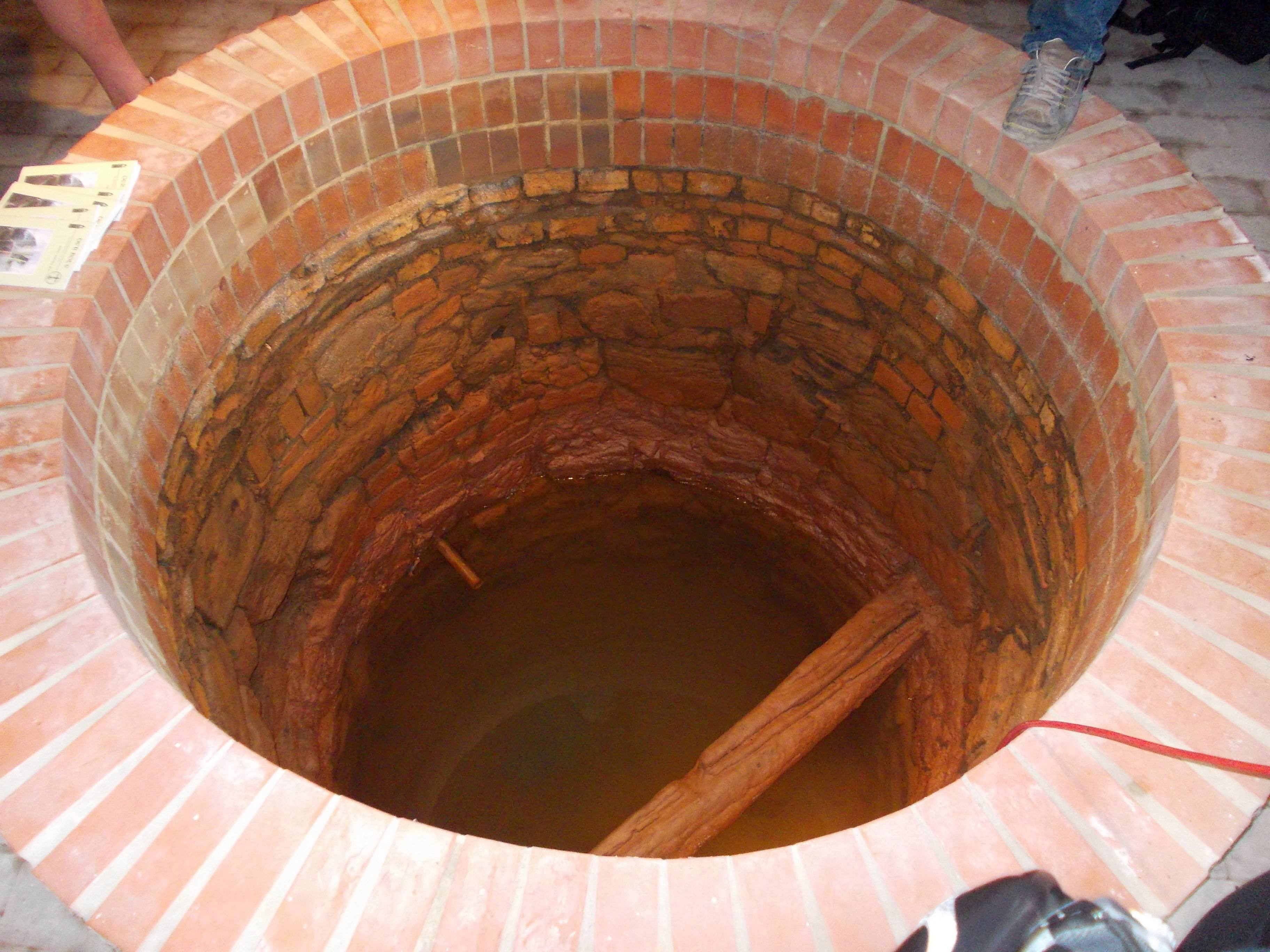
Der Brunnen

Der Gesundbrunnen ist eine Quelle mit Brunnenhaus an der Max-Lademann-Straße im Stadtbezirk Süd in Halle (Saale).

## Geschichte
Die Quelle ist vermutlich schon länger bekannt, wird jedoch erst 1310 erstmals in einer Schenkungsurkunde Erzbischof Burchhards an das Moritzkloster in Halle erwähnt. Sie wurde als „heilige Quelle“ bezeichnet. Ihr Wasser galt als Heilwasser. Nach der Reformation unterblieb die Nutzung und die Quelle verfiel, wohl deshalb, weil der „heilige Born“ zuvor Ziel katholischer Wallfahrten war.
Wegen der Pestepidemien des 17. Jahrhunderts begann ab 1646 die erneute Nutzung des Heilwassers zur Vorbeugung bzw. Behandlung von Krankheiten und aus der „heiligen Quelle“ wurde der „Gesundbrunnen“ – er geriet jedoch erneut in Vergessenheit. Mit der Errichtung des ersten achteckigen Brunnenhauses auf Veranlassung von König Friedrich I. im Jahre 1710 begann eine erneute Phase der Nutzung.
Zu Zeiten Johann Christian Reils, der die Quelle 1807 kaufte, war sie Teil eines regen Kurbetriebes, wobei sich das eigentliche Kurbad an anderem Ort in der damaligen Fürstenthalstraße (heute Franz-Schubert-Straße) befand. Auch Wilhelm Grimm gehörte zu den Gästen und wurde mit dem Heilwasser behandelt. Mit dem Tode Reils begann der Verfall des damaligen Brunnenhauses.
Erst um 1900 erhielt der Brunnen durch Stadtbaurat Rehorst ein neues Haus. Danach verfiel das Brunnenhaus erneut, bis 2008 der Bürgerverein „Brunnenhaus Gesundbrunnen Halle e. V.“ damit begann, mithilfe von Spendengeldern das Brunnenhaus zu sanieren. Die Arbeiten wurden im Mai 2012 beendet.

## Bauwerk
Das heutige Bauwerk stammt aus der Zeit um 1900. Das Brunnenhaus hat einen regelmäßigen oktogonalen Grundriss. Die Seitenlängen des Achtecks betragen ca. 2,2 Meter. Die Gesamtbreite des Hauses beläuft sich auf ca. 5,35 Meter. Der Sockel ist mit roten Ziegeln verblendet und wird von einem Gesims abgeschlossen. Die darüber befindliche Zone des Hauses ist mit Rundbogenfenstern und einer Rundbogentür an den acht Seiten ausgestattet und schließt mit einem Sims zum Dach hin ab. Das Dach ist als barocke Schweifhaube gestaltet.

## Wasser
Das Wasser enthält Mineralien, Eisen und Kohlensäure. Heute wird das Quellwasser über das öffentliche Entwässerungsnetz in die Saale abgeleitet.

## Gesundbrunnen als Name
Die Quelle Gesundbrunnen ist vielfach Namensgeber in der Umgebung. So stand sie Pate für das umliegende Stadtviertel „Gesundbrunnen“, für ein heute nicht mehr vorhandenes Freibad, für die „Gesundbrunnenkirche“ und ihre Gemeinde sowie für die Straße „Am Gesundbrunnen“.

## Quelle
- Nothilfe ohne tabu e. V. (Hrsg.): Der Gesundbrunnen Halle (Saale). Halle (Saale) 2010.

Siehe auch: Liste der Gewässer in Halle (Saale)